# Distrito de Zell am See
El distrito de Zell am See es un distrito político del estado de Salzburgo (Austria). Se corresponde con la región de Pinzgau. La capital del distrito es la ciudad de Zell am See.

## División administrativa

### Localidades con población (año 2018)
- Bramberg am Wildkogel 3,936
- Bruck an der Großglocknerstraße 4,699
- Dienten am Hochkönig 761
- Fusch an der Großglocknerstraße 719
- Hollersbach im Pinzgau 1,220
- Kaprun 3,177
- Krimml 847
- Lend 1,368
- Leogang 3,263
- Lofer 2,037
- Maishofen 3,601
- Maria Alm am Steinernen Meer 2,197
- Mittersill 5,380
- Neukirchen am Großvenediger 2,517
- Niedernsill 2,694
- Piesendorf 3,790
- Rauris 3,044
- Saalbach-Hinterglemm 2,859
- Saalfelden am Steinernen Meer 16,700
- St. Martin bei Lofer 1,153
- Stuhlfelden 1,604
- Taxenbach 2,747
- Unken 1,954
- Uttendorf 2,982
- Viehhofen 603
- Wald im Pinzgau 1,124
- Weißbach bei Lofer 429
- Zell am See 9,852

El distrito de Zell am See se divide en 28 municipios, 3 de los cuales son ciudades y 4 son ciudades-mercado.

### Ciudades
1. Saalfelden am Steinernen Meer (15.093)
2. Zell am See (9.638)
3. Mittersill (5.930)

### Ciudades-mercado
1. Lofer (1.943)
2. Neukirchen am Großvenediger (2.616)
3. Rauris (3.107)
4. Taxenbach (2.918)

### Municipios
1. Bramberg am Wildkogel (3.895)
2. Bruck an der Großglocknerstraße (4.430)
3. Dienten am Hochkönig (800)
4. Fusch an der Großglocknerstraße (754)
5. Hollersbach im Pinzgau (1.159)
6. Kaprun (2.903)
7. Krimml (886)
8. Lend (1.604)
9. Leogang (3.035)
10. Maishofen (3.026)
11. Maria Alm (2.143)
12. Niedernsill (2.413)
13. Piesendorf (3.481)
14. Saalbach-Hinterglemm (3.020)
15. St. Martin bei Lofer (1.151)
16. Stuhlfelden (1.539)
17. Unken (1.956)
18. Uttendorf (2.813)
19. Viehhofen (635)
20. Wald im Pinzgau (1.176)
21. Weißbach bei Lofer (406)

(Entre paréntesis, población a 15 de mayo de 2001.)

## Atracciones turísticas
- Grossglockner Hochalpenstrasse
- Cataratas Krimml
- Tren local de Pinzgau (del alemán: Pinzgauer Lokalbahn)

## Galería de imágenes

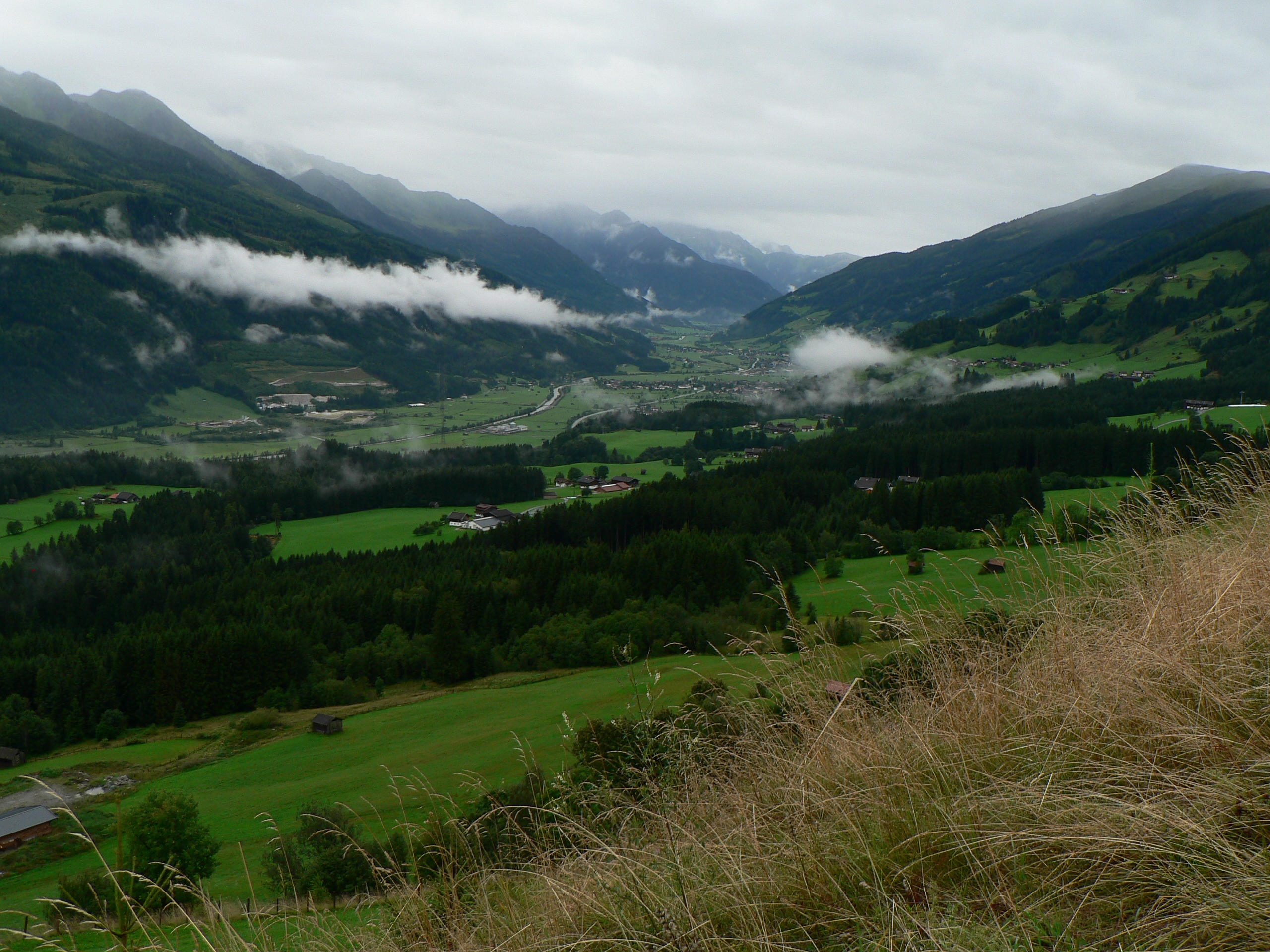
Zona superior del valle Pinzgau